# Ludwig Reich
Ludwig Reich – austriacki matematyk, profesor emeritus Uniwersytetu w Grazu. W pracy naukowej zajmuje się równaniami funkcyjnymi, układami dynamicznymi i równaniami różniczkowymi.

## Życiorys
Stopień doktora uzyskał w 1962 na Uniwersytecie Wiedeńskim, promotorami jego doktoratu byli Karl Prachar i Edmund  Hlawka.
Swoje prace publikował m.in. w „Aequationes Mathematicae”, „Mathematische Annalen”, „Monatshefte für Mathematik”, „Results in Mathematics” i „Journal für die Reine und Angewandte Mathematik”. Był redaktorem kilku czasopism, w tym przez kilkanaście lat redaktorem naczelnym „Aequationes Mathematicae”.
Członek Austriackiej Akademii Nauk i członek honorowy Austriackiego Towarzystwa Matematycznego (Österreichische Mathematische Gesellschaft). Jego nazwisko nosi jedna z planetoid. 
Wypromował ponad 20 doktorów.